# St. Paul and The Broken Bones
St. Paul and The Broken Bones est un groupe de soul américain, originaire de Birmingham (Alabama), aux États-Unis. Le groupe est composé de Paul Janeway (voix), Browan Lollar (guitare), Jesse Phillips (basse), Andrew Lee (batterie), Al Gamble (claviers), Ben Griner (trombone), et Allen Branstetter (trompette). St. Paul and The Broken Bones s'est formé en 2012.

## Discographie
Albums
- Half the City (Single Lock Records, 18 février 2014)
- Sea of Noise (RECORDS, 9 septembre 2016)
- Young Sick Camellia (RECORDS, 7 septembre 2018)
- The Alien Coast (ATO, 28 janvier 2022)
- Angels in Science Fiction (ATO, 21 avril 2023)

EPs
- Greetings from St. Paul and The Broken Bones (Self Release, 2013)
- St. Paul and The Broken Bones - Live and In Person (Single Lock Records, 2013)

### Articles de journaux
- Le Monde ,
- Village Voice ,
- National Public radio ,
- Le Figaro , Billboard ,
- Le Mouv' ,
- The Guardian